# Geschichte der Rus

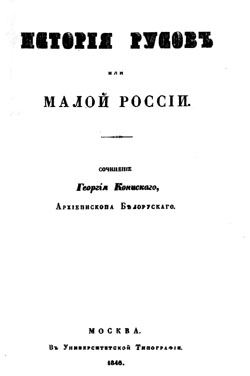

Die Geschichte der Rus oder Kleinrusslands (russisch Исторія Русовъ, или Малой Россіи) oder Geschichte der Rus (ukrainisch Історія русів) ist ein Buch über die Geschichte der Ukrainer und ihren Staat (Ukraine oder Kleinrussland) von der Antike bis 1769. Das Buch wurde als politischer Pamphlet Ende des 18. Jahrhunderts von einem anonymen Autor, vermutlich vom orthodoxen Bischof Hryhorij Konyskyj (1717–1795), verfasst und erstmals im Jahre 1846 in Moskau in russischer Sprache durch Ossyp Bodjanskyj veröffentlicht.

## Inhalt
Das Werk konzentriert sich auf zwei Ideen. Erstens betont es die historische Differenz und den Antagonismus zwischen Rus (Ukraine) und Moskowien (Russland). Zum Zweiten stellt es die historische Kontinuität der Rus (Ukrainer) von den mittelalterlichen Zeiten der Kiewer Rus bis zum Hetmanat heraus. Der Autor des Werkes war überzeugt, dass die Kosaken oder auch „Kleinrussen“ und nicht die „Moskowiter“ bzw. „Großrussen“ die wahren Erben der Rus und somit die echten Rusen seien.
Trotz zahlreicher sachlicher Fehler und Übertreibungen hatte die „Geschichte der Rus“ einen großen Einfluss auf die ukrainische Historiographie und Werke bedeutender ukrainischer Schriftsteller wie Nikolai Gogol und Taras Schewtschenko sowie auf die Bildung des ukrainischen nationalen Diskurses im 19. Jahrhundert. Serhii Plokhy bezeichnet die Schrift als die „subversivste Schrift“, die im 19. Jahrhundert in der Ukraine produziert wurde.